# Acanthoscurria urens
Acanthoscurria urens là một loài nhện trong họ Theraphosidae.
Loài này thuộc chi Acanthoscurria. Acanthoscurria urens được Jehan Vellard miêu tả năm 1924.